# Бійня у Метґетені

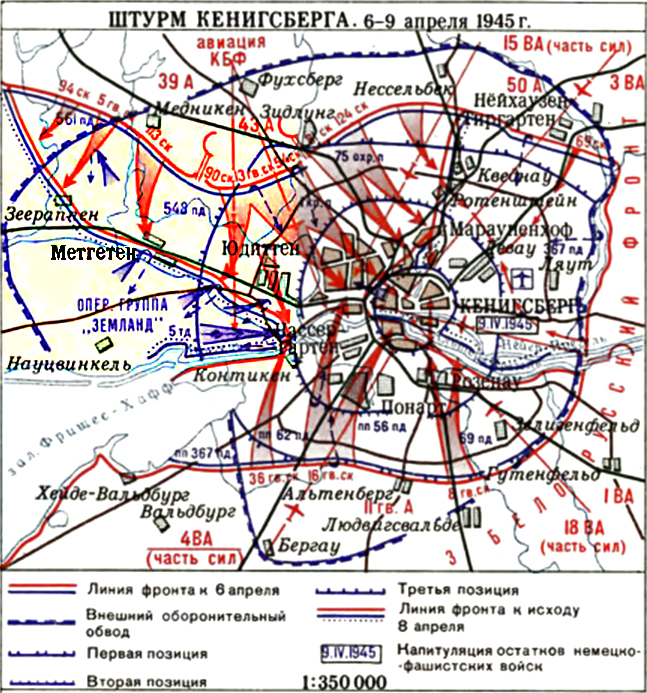
Містечко Метґетен у системі Кенігсберзької операції

Бійня у Метґетені (нім. Massaker von Metgethen), також Звірство в Метґетені — воєнний злочин, здійснений Червоною армією проти українських остарбайтерів та німецького цивільного населення, що перебували в одному із передмість Кенігсберга Метґетені, нині селище імені Олександра Космодем'янського центрального району Калінінграда.

## Перебіг подій

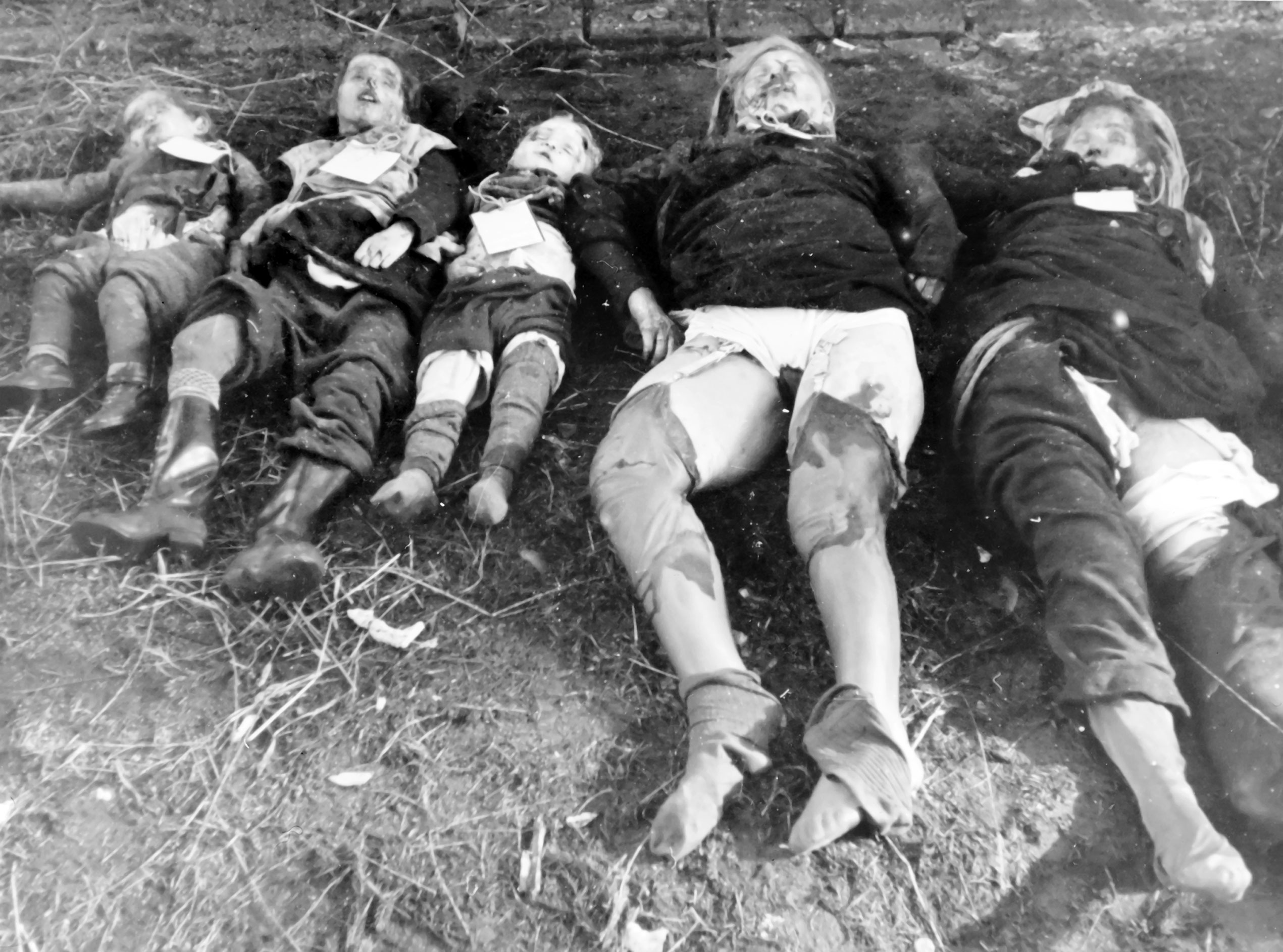
Фото з альбому про бійню у Метґетені з написом «Знімок двох жінок і трьох дітей зроблений у домі Йодайта, Матґетен, вул. Хорста Васселя,23. Цей знімок також засвідчує типові ознаки зґвалтування». Зберігається у Бібліотеці Конгресу [http://www.loc.gov/pictures/item/95506879/resource/

В кінці січня 1945 року, на першому етапі Східно-Пруської наступальної операції, радянські війська обійшли із заходу місто Кенігсберг, зайняли частину Земландського півострова та вийшли до вод Віслинської затоки захопивши ряд населених пунктів, серед яких (30 січня — 1 лютого) було і містечко Метґетен. Це дало можливість перерізати життєво важливу для німців транспортну магістраль з Кенгсберга до порту Піллау, через який здійснювались постачання та евакуація населення. На момент захоплення радянською армією Метґетена тут крім його населення у лісі знаходилась група біженців які евакуйовувались із Кенігсберга, серед яких було близько 25 000 українських остарбайтерів. 19 лютого, внаслідок операції з деблокування сполучення між Піллау та Кенігсбергом, німецькі війська знову зайняли Метґетен де знайшли численні тіла цивільних осіб з ознаками зґвалтування, каліцтва та шоку.

## Свідчення
Інформація про події у Метгетені відомі переважно із німецьких джерел — спогадів свідків та фотоальбому «Bildbericht über von den Bolschewisten ermordete und geschändete Deutsche in Metgethen», що складається із 26 знімків та зберігається у Бібліотеці Конгресу. Матеріали про бійню у Метґетені стали відомими завдяки англомовному перекладу здійсненому Альфредом-Морісом де Саясом, що вийшли під назвою «Жахлива помста. Етнічні чистки східно-європейських німців» (A Terrible Revenge: The Ethnic Cleansing of the East European Germans).
Серед спогадів важливе місце мають свідчення капітана штабу коменданта фортеці Кенігсберга Германа Зоммера, які він дав під присягою у 1951 році. Зоммер зокрема згадує, про те, що «крім розкиданих навколо містечка одиничних трупів були виявлені два погорби в яких знаходилось близько 3 000 трупів, в основному жінок, дівчат та дітей». Як випливає із цих свідчень, частину українців чоловіків було відібрано для служби у штрафних батальйонах а решту розстріляно. За одним із будинків Зоммер знайшов 12 жіночих та 6 дитячих тіл які «всі були повністю роздягнені та складені купою одне на одне. Черепи дітей були здебільшого пробиті твердим предметом або їхні тіла були проколені численними ударами багнетів». Ад'ютант Карл-Густав Кнорр розповідає про рештки двох дівчат, років 20-ти, яких прив'язали ногами до двох машин та розірвали на частини. Кнорр також згадує, що з однієї із вілл було вивезено близько 60-ти жінок, половина з яких була близька до божевілля оскільки «ними користувались по 60-70 разів на день». В іншому свідченні мовиться про залишки 32 цивільних осіб котрі були підірвані на території тенісного корту, а також тіла жінок, які були зґвалтовані, покалічені і убиті.